# واکنش بلیز
واکنش بلیز(به انگلیسی: Blaise reaction) یک نام واکنش در شیمی آلی است که طی آن یک بتا-کتواستر از واکنش بین روی فلزی و یک آلفا-برومواستر و یک نیتریل، تشکیل می‌شود.   در این واکنش ابتدا یک ماده حدواسط ایمینی فلزی تشکیل می‌شود و سپس با آبکافت شدن این حدواسط محصول نهایی تولید می‌شود.